# Хрестівська сільська рада
Хресті́вська сільська́ ра́да — адміністративно-територіальна одиниця та орган місцевого самоврядування в Чаплинському районі Херсонської області. Адміністративний центр — село Хрестівка.

## Загальні відомості
Хрестівська сільська рада утворена в 1909 році.
- Територія ради: 50 км²
- Населення ради: 1 762 особи (станом на 2001 рік)

## Населені пункти
Сільській раді підпорядковані населені пункти:
- с. Хрестівка
- с. Світле

## Склад ради
Рада складається з 16 депутатів та голови.
- Голова ради: Хільченко Сергій Володимирович
- Секретар ради: Чекеренда Надія Василівна

### Керівний склад попередніх скликань
| Прізвище, ім'я, по батькові    | Основні відомості                                                                     | Дата обрання | Дата звільнення |
| ------------------------------ | ------------------------------------------------------------------------------------- | ------------ | --------------- |
| Хільченко Сергій Володимирович | Сільський голова, 1962 року народження, освіта незакінчена вища, безпартійний         | 26.03.2006   | 31.10.2010      |
| Хільченко Сергій Володимирович | Сільський голова, 1962 року народження, освіта незакінчена вища, член Партії регіонів | 31.10.2010   |                 |

Примітка: таблиця складена за даними сайту Верховної Ради України

### Депутати
За результатами місцевих виборів 2010 року депутатами ради стали:

#### За суб'єктами висування
| Суб'єкт висування                                       | Кількість обраних депутатів | %    |
| ------------------------------------------------------- | --------------------------- | ---- |
| Партія регіонів                                         | 10                          | 62,5 |
| Комуністична партія України                             | 4                           | 25   |
| Політична партія Всеукраїнське об'єднання «Батьківщина» | 1                           | 6,3  |
| Політична партія «Сильна Україна»                       | 1                           | 6,3  |

#### За округами
| № округу                                                | Прізвище, ім'я, по батькові        | Дата визнання обраним | Освіта             | Партійна приналежність                        | Відомості про обраного депутата                                       |
| ------------------------------------------------------- | ---------------------------------- | --------------------- | ------------------ | --------------------------------------------- | --------------------------------------------------------------------- |
| Комуністична партія України                             |                                    |                       |                    |                                               |                                                                       |
| 7                                                       | Кубряк Людмила Іванівна            | 04.11.2010            | середня            | член Комуністичної партії України             | Територіальний центр, соціальний працівник                            |
| 9                                                       | Чекеренда Надія Василівна          | 04.11.2010            | вища               | позапартійна                                  | Хрестівська сільська рада, секретар                                   |
| 10                                                      | Вайда Людвіг Іштванович            | 04.11.2010            | середня            | позапартійний                                 | Чаплинське управління водного господарства, машиніст насосної станції |
| 13                                                      | Нікітчук Валентина Сергіївна       | 04.11.2010            | вища               | позапартійна                                  | тимчасово не працює                                                   |
| Партія регіонів                                         |                                    |                       |                    |                                               |                                                                       |
| 1                                                       | Макарчук Лариса Миколаївна         | 04.11.2010            | середня спеціальна | член Партії регіонів                          | Хрестівський будинок культури, бібліотекар                            |
| 2                                                       | Галаченко Вікторія Євгенівна       | 04.11.2010            | середня спеціальна | член Партії регіонів                          | тимчасово не працює                                                   |
| 3                                                       | Дубіч Сергій Григорович            | 04.11.2010            | вища               | член Партії регіонів                          | пенсіонер                                                             |
| 4                                                       | Іскандарова Вікторія Володимирівна | 04.11.2010            | середня спеціальна | член Партії регіонів                          | тимчасово не працює                                                   |
| 5                                                       | Щирбак Ліда Карпівна               | 04.11.2010            | середня            | член Партії регіонів                          | Хрестівський будинок культури, директор                               |
| 6                                                       | Брей Марина Михайлівна             | 04.11.2010            | середня спеціальна | член Партії регіонів                          | Хрестівська загальноосвітня школа I-III ст., бібліотекар              |
| 11                                                      | Роганов Олег Анатолійович          | 04.11.2010            | середня            | член Партії регіонів                          | Чаплинське управління водного господарства, машиніст насосної станції |
| 12                                                      | Асланов Захаддін Айдинович         | 04.11.2010            | вища               | член Партії регіонів                          | тимчасово не працює                                                   |
| 15                                                      | Стрижеус Віра Андріївна            | 04.11.2010            | вища               | член Партії регіонів                          | тимчасово не працює                                                   |
| 16                                                      | Лукашенко Ганна Миколаївна         | 04.11.2010            | вища               | член Партії регіонів                          | Хрестівська загальноосвітня школа, вчитель                            |
| Політична партія Всеукраїнське об'єднання «Батьківщина» |                                    |                       |                    |                                               |                                                                       |
| 14                                                      | Антименюк Валентина Панфілівна     | 04.11.2010            | вища               | член Всеукраїнського об'єднання «Батьківщина» | Хрестівський ясла- садок, завідувач                                   |
| Політична партія «Сильна Україна»                       |                                    |                       |                    |                                               |                                                                       |
| 8                                                       | Заморока Тетяна Миколаївна         | 04.11.2010            | середня            | член Політичної партії «Сильна Україна»       | Хрестівська загальноосвітня школа I-III ст., завгосп                  |

## Населення
Згідно з переписом УРСР 1989 року чисельність наявного населення сільської ради становила 1600 осіб, з яких 755 чоловіків та 845 жінок.
За переписом населення України 2001 року в сільській раді мешкало 1738 осіб.

### Мова
Розподіл населення за рідною мовою за даними перепису 2001 року:
| Мова       | Відсоток |
| ---------- | -------- |
| українська | 72,70 %  |
| російська  | 6,75 %   |
| молдовська | 0,23 %   |
| білоруська | 0,11 %   |
| гагаузька  | 0,06 %   |
| інші       | 20,15 %  |